# Золотарёв, Борис Николаевич
Бори́с Никола́евич Золотарев (род. 13 марта 1953, Темиргоевская, Краснодарский край) — последний губернатор Эвенкийского автономного округа с 21 апреля 2001 года по 31 декабря 2006 года (до объединения Таймырского и Эвенкийского автономных округов с Красноярским краем).

## Биография
Б. Н. Золотарев родился 13 марта 1953 года в станице Темигоевская Краснодарского края. В семье кроме Бориса росли еще двое старших сыновей. По окончании школы поступил в техникум электронного приборостроения в г. Краснодаре.

## Образование и трудовая деятельность
Окончив с отличием техникум, он поступил на предприятие регулировщиком радиоаппаратуры в г. Москве (Зеленоград), откуда был призван в армию. После службы продолжил работу на том же заводе. Прошел ступени от мастера до начальника производства. Одновременно окончил вечерний факультет Московского института электронной техники в 1984 году. В тот самый же отрезок времени награждён медалью «За трудовое отличие».
В 1987 году — заместитель директора по производству завода «Квант». Одновременно окончил Высшие экономические курсы при Госплане СССР.
В 1989—1998 годах работал в банке «Менатеп» (начальник управления, старший вице-президент, заместитель председателя правления), где занимался проектами, связанными со строительством и реконструкцией крупных объектов. Тогда же он получил ещё одно высшее образование, окончив Институт финансов и банковских технологий по специальности «Финансы и кредит».
В 1998—2001 годах — в группе «ЮКОС». С февраля 1997 г. являлся членом Объединенного правления нефтяной компании «ЮКОС». С 1998 по 2001 гг. работал в ЗАО «ЮКОС» в должностях: директор по маркетингу, вице-президент коммерческий директор, директор дирекции по развитию. С 1998 г. — директор по развитию нефтяной компании «ЮКОС», одновременно являлся исполнительным президентом ЗАО «ЮКОС Рефайнинг энд Маркетинг». Он стоял во главе поставок нефтепродуктов в более, чем 30 регионов России, реализовывал план строительства автозаправочных комплексов на территории России. Занимался проектом построения сети продаж на автозаправках, основанным на венгерском опыте который получил за время стажировки в 1999г. в нефтяной компании MOL.

## ГубернаторЭвенкийского АО(2001—2006)
Осенью 2000 г. принял решение баллотироваться на пост губернатора Эвенкийского автономного округа и выдвинул свою кандидатуру. В начале февраля 2001 г. губернатор округа Александр Боковиков отказался от участия в выборах и поддержал кандидатуру Золотарева. Основным соперником Золотарева был главный федеральный инспектор в Таймырском (Долгано-Ненецком) и Эвенкийском автономных округах Евгений Яковлевич Васильев, за которого проголосовали 35,09 % избирателей.
8 апреля 2001 года победил на выборах губернатора Эвенкийского автономного округа, набрав 51,08 % голосов избирателей, участвовавших в голосовании. 21 апреля 2001 года состоялась его инаугурация.
С 2001 по декабрь 2006 — член Государственного совета Российской Федерации.
1 ноября 2001 г. был зарегистрирован (место № 2) в общекраевом списке кандидатов в депутаты Законодательного собрания края, выдвинутых избирательным объединением "Региональная общественная организация — политическая партия «Северная партия». 23 декабря 2001 г. баллотировался в депутаты Законодательного Собрания Красноярского края третьего созыва по общекраевому списку объединения "Региональная общественная организация — политическая партия «Северная партия» (N2 в списке, под N1 баллотировался губернатор Таймыра Александр Хлопонин). Список «Северной партии» получил 6,84 % голосов (6-е место). После выборов 23 декабря 2001 г. отказался от мандата депутата ЗС.
Одной из первых задач, которую он поставил перед собой и успешно реализовал, стало развитие телекоммуникационной инфраструктуры региона. С 2001 года на всей территории ЭАО были внедрены новейшие средства связи. Под руководством Б. Н. Золотарева создана система управления финансовыми ресурсами государственных предприятий и учреждений, что даёт возможность полностью контролировать финансовые средства.
При Золотареве проведена масштабная реконструкция теплоэнергетического комплекса, в главных поселках округа построены мощные современные котельные.
Реализованы проекты всеобщей компьютеризации учреждений и обеспечения связью всех населенных пунктов. В таежном крае появились Интернет и электронная почта.
Возобновлено строительство. В столице Эвенкии возведены два жилых микрорайона. 240 семей смогли улучшить свои жилищные условия, причем 117 из них — бесплатно.
Строились социальные учреждения. В Туре появился новый учебный корпус школы-интерната, а в Ванаваре открыт окружной детский дом. На объектах проведены масштабные работы в соответствии с новейшими строительными технологиями. Для воспитанников учреждений постарались создать достойные и самые благоприятные условия для проживания и учебы.
В Байките введен в эксплуатацию комплекс по переработке нефти, производству дизельного топлива, бензина и мазута для нужд округа. В целях повышения качества медицинского обслуживания для округа было приобретено современное стоматологическое, рентгенологическое, ультразвуковое, реанимационное и другое оборудование. В медицинских учреждениях произведен капитальный ремонт на уровне современных городских лечебниц.
Закупка 2 тысяч голов оленей на Ямале позволила начать возрождение погибающей отрасли традиционного хозяйства эвенков. Создано специализированное предприятие. Для окружного центра приобретен асфальтовый завод. Асфальтирование дорог существенно преобразило улицы главного поселка Эвенкии.
Золотарев в начале был противником объединения Эвенкии с Красноярским краем. Сопротивлялся попыткам губернатора Александра Лебедя начать процесс объединения Красноярского края и Эвенкийского автономного округа, входящего в состав края, но являющегося самостоятельным субъектом РФ. Он говорил «Объединение ради объединения — бессмысленно. Округ и раньше жил сложно. Но потом пришел я, пришли крупные налогоплательщики и все начало налаживаться. В Эвенкии большую роль играет личностный фактор. Если я уйду — уйдут и деньги». Но с осени 2004 года резко поменял своё мнение и стал активно ратовать за объединение Эвенкийского АО с Красноярским краем.
Борис Золотарев становится одним из инициаторов объединения Эвенкийского автономного округа, Таймырского (Долгано-Ненецкого) автономного округа и Красноярского края в один субъект Российской Федерации — Красноярский край (01.01.2007).
С 3 сентября 2004 г. — член партии Единая Россия
21 февраля 2005 г. губернатор Борис Золотарев направил заявление Президенту России Владимиру Путину с постановкой вопроса о доверии.
3 марта 2005 г. Эвенкийские депутаты Законодательного собрания единогласно проголосовали за Бориса Золотарева, чью кандидатуру внес на рассмотрение и утверждение Владимир Путин. Таким образом Борис Золотарев стал первым губернатором, избранным по новой процедуре в соответствии со статьёй 18 Федерального закона «Об общих принципах организации законодательных (представительных) и исполнительных органов государственной власти субъектов Российской Федерации».
31 декабря 2006 года завершил полномочия губернатора Эвенкийского АО в связи со вступлением АО в состав объединенного Красноярского края.

## Дальнейшая карьера
С февраля 2007 года по апрель 2008 года — помощник Полномочного представителя Президента России в Сибирском федеральном округе А.В. Квашнина.
С 3 апреля 2008 года по 6 сентября 2011 года — Генеральный директор ОАО "Корпорация «Красноярск 2020».
С 6 сентября 2011 года по 5 ноября 2015 года — первый заместитель председателя правления ООО «Монолитхолдинг».
С 5 ноября 2015 года по 18 января 2019 года — заместитель Генерального директора АО «Красноярскнефтепродукт» по взаимодействию с органами исполнительной и законодательной власти.
С 18 января 2019 года по настоящее время — Генеральный директор АО «Красноярскнефтепродукт».

## Претендент
В 2007 году был зарегистрирован в общекраевом списке кандидатов в депутаты Законодательного собрания края первого созыва, выдвинутых партией «Единая партия». В апреле 2007 г. баллотировался в депутаты Законодательного Собрания Красноярского края первого созыва по общекраевому списку партии «Единая Россия». После выборов отказался от мандата депутата ЗС.
В июле 2007 года был в списке кандидатов на пост президента Бурятии, который полпред Анатолий Квашнин направил в администрацию президента РФ Владимира Путина, В итоге Путин остановил свой выбор на Вячеславе Наговицыне.
В октябре 2008 года был в списке кандидатов на пост главы Хакасии, который полпред Анатолий Квашнин направил в администрацию президента РФ Дмитрия Медведева, В итоге Медведев остановил свой выбор на Викторе Зимине.
Выдвигался кандидатом в депутаты Законодательного собрания Красноярского края от партии Единая Россия в городе Лесосибирске.
4 декабря 2011 города проиграл выборы депутата в Законодательное собрание Красноярского края коммунисту Александру Александровичу Дьякову, набрав 25,91 %.

## Награды
- Медаль «За трудовое отличие».
- Диплом «Лучший менеджер России», 2002 г.
- Национальная премия имени Петра Великого, 2002 г.
- Премия журналистского признания «За вклад в развитие Сибири» в номинации «За привлечение инвестиций в экономику Сибири», 2004 г.
- Ученое звание «Почетный профессор» Красноярского государственного технического университета, 2006 г.
- Почетный житель Эвенкийского автономного округа, 2006 г.
- Почетный знак «80 лет Красноярскому краю», 2014 г.
- Почетная грамота Министерства промышленности, энергетики и ЖКХ Красноярского края, 2019 г.
- Благодарность Министерства энергетики РФ,  2023 г.

## Классный чин
- Действительный государственный советник Российской Федерации 3-го класса (13 декабря 2007 года).

## Семья и увлечения
- Супруга Алла Золотарева.
- Дочь Наталья Борисовна Золотарева. Окончила МГУ им. М. В. Ломоносова и Английский открытый университет, работала начальником отдела в одной из московских компаний. Ее дизайнерские работы часто публикуют в журнале «Домашний очаг». Супруг А. Кутянин. Дочь Софья.
- Сын Юрий Борисович Золотарев. Окончил IBS (International British Shool), где учился вместе с Децлом и Алсу. Играет на музыкальных инструментах. Окончил институт культуры по специальности звукорежиссёр.
- Старший брат — генерал-майор, профессор и заведующий кафедрой в Академии погранвойск, в н/в пенсионер.
- Средний брат — директор производственного комбината в Щелково. (Скоропостижно скончался в 2005 году)

Увлечения: мотоспорт, автомобили, путешествия. Еще одно хобби — входит в состав клуба байкеров. Является почетным президентом клуба «ЕБК-50». Свободно владеет английским языком.